# Catalina Pérez Jaramillo
Catalina Pérez Jaramillo (sinh ngày 8 tháng 11 năm 1994) là một cầu thủ bóng đá người Colombia chơi bóng trong vai trò vai thủ môn cho đội tuyển quốc gia Colombia.
Sinh ra ở Bogotá, Colombia, cô sau đó chuyển tới Boca Raton, Florida, Hoa Kỳ khi còn nhỏ và bắt đầu chơi bóng đá khi cô 8 tuổi. Ở tuổi 15, cô thi đấu cho U20 Colombia trong giải đấu World Cup 2010 U-20 nữ nhưng thực tế là không được ra sân trong bất kỳ trận đấu nào.
Vào ngày 20 tháng 5 năm 2015, cô được chọn trong đội hình 23 người Colombia tham gia Giải vô địch bóng đá nữ thế giới 2015. Sau khi không chơi ở vòng bảng, cô ra mắt World Cup vào ngày 22 tháng 6 năm 2015, trong trận đấu với đối thủ là Hoa Kỳ, khi thủ môn thường được ra sân là Sandra Sepúlveda không thể ra sân do bị đình chỉ vì lý do tích lũy thẻ vàng. Tuy nhiên, Pérez đã không chơi toàn bộ trận đấu bởi vì ở phút thứ 47 (đầu hiệp hai) vì lý do cô làm ngã tiền đạo người Mỹ Alex Morgan trong vòng cấm. Việc này dẫn đến một quả phạt được dành cho Hoa Kỳ và một thẻ đỏ cho Pérez, khiến cô bị đuổi khỏi trận đấu. Abby Wambach cuối cùng không thể ghi bàn trên chấm phạt đền nhưng Hoa Kỳ tận dụng lợi thế hơn người sau khi Colombia mất đi một cầu thủ trên sân và ghi được hai bàn thắng để loại Colombia với 2–0 trong vòng 16 đội.